# Mischocyttarus moralesi
Mischocyttarus moralesi är en getingart som beskrevs av Zikan 1949. Mischocyttarus moralesi ingår i släktet Mischocyttarus och familjen getingar. Inga underarter finns listade i Catalogue of Life.